# Concerti grossi, op. 6 (Corelli)
Els Concerti grossi, op. 6, són una sèrie de dotze concerts compostos per Arcangelo Corelli (1653-1713). Foren publicats de manera pòstuma l'any 1714 per Estienne Roger a Amsterdam amb una dedicació al príncep elector palatí Johann Wilhelm. Fou la seva darrera obra publicada.

## Època de composició
La data precisa de la seva composició resta incerta. Al prefaci de l'obra Auserlesene Instrumental-Musik (1701), Georg Muffat testifica de la seva estada a Roma l'any 1681: « […] amb un plaer extrem i amb ple d'admiració, escoltava algunes sonates de la Orphée italià del violí, tocades amb una molt gran precisió d'execució per un gran nombre de músics ». Se sap igualment que Corelli estava en contacte amb l'elector palatí Johann Wilhelm a Düsseldorf des de 1708 i que li havia enviat en aquesta mateixa època, animat pel seu principal mecenes el cardinal Pietro Ottoboni, un dels seus Concerti da camera. D'altra banda, la dedicació del recull hauria estat signada per Corelli a Roma el 3 de desembre de 1712, unes cinc setmanes abans de la seva mort i una primera edició hauria estat feta a Roma l'any 1712. Tanmateix, una versió sense dedicatòria fou enviada per l'editor Estienne Roger d'Amsterdam la tardor de 1713 al violinista Matteo Fornari a Roma, molt abans de la publicació amb la dedicatòria de 1714 que permetria a Corelli que li fos concedit el títol honorífic pòstum de “Marquès palatí de Ladenburg a Bergstraße”

## Conjunt instrumental
L'orquestra que havia impressionat tant Muffat havia d'estar formada, segons els registres de pagament de l'època, per entre 30 i 40 músics. La part més nombrosa eren els violins que ocupaven més de la meitat de l'orquestra; els altres quedaven repartits entre les violes, els violoncels, els contrabaixos i el baix continu. Algunes representacions havien agrupat més de 100 músics i d'altres, una orquestra de cambra molt més reduïda

## Estructura
Els concerts de l'opus 6 són extrapolacions a l'orquestra, respectivament, de la sonata da chiesa i de la sonata da camera. Per tant, es poden agrupar en dues sèries: 
- els vuit primers concerts són concerto da chiesa (concert d'església);
- els quatre darrers, concerto da camera (concert de cambra) que comprèn diversos moviments de dansa descendents de la suite (alemanya, corrent, gavotte, minuet, sarabande, gigue).

El concerto grosso de Corelli oposa un grup de tres solistes (el concertino), compost de dos violins i un violoncel, a la resta de l'orquestra (ripieno), en aquest cas, compost de dues parts de violins, i una de violes i baix. Cada concerto comporta diversos moviments i la seva durada d'execució núm. passa d'uns deu minuts cadascun
| Concerti grossi da chiesa - Concerto núm. 1 en re major - 1. Largo – Allegro – Largo -Allegro - 2. Largo - 3. Allegro - 4. Allegro - Concerto núm. 2 en fa major - 1. Vivace – Allegro – Adagio – Vivace – Allegro - Largo Andante - 2. Allegro - 3. Grave-Andante Largo - 4. Allegro - Concerto núm. 3 en do menor - 1. Largo - 2. Allegro - 3. Grave - 4. Vivace - 5. Allegro - Concerto núm. 4 en re major - 1. Adagio - Allegro - 2. Adagio - 3. Vivace - 4. Allegro - Concerto núm. 5 en si bemoll major - 1. Adagio – Allegro - Adagio - 2. Adagio - 3. Allegro - Adagio - 4. Largo-Allegro - Concerto núm. 6 en fa major - 1. Adagio - 2. Allegro - 3. Largo - 4. Vivace - 5. Allegro - Concerto núm. 7 en re major - 1. Vivace – Allegro – Adagio - 2. Allegro - 3. Andante – Largo - 4. Allegro – Adagio - 5. Vivace - Concerto núm. 8 en sol menor (Fatto per la notte di natale) - 1. Vivace – Grave - 2. Allegro - 3. Adagio – Allegro – Adagio - 4. Vivace – Allegro – Largo (pastorale) | Concerti grossi da camera - Concerto núm. 9 en fa major - 1. Prélude - 2. Allemande - 3. Courante - 4. Gavotte - 5. Adagio - 6. Menuet - Concerto núm. 10 en do major - 1. Prélude - 2. Allemande - 3. Courante - 4. Menuet - Concerto núm. 11 en si bemoll major - 1. Prélude - 2. Allemande - 3. Adagio - Andante – Largo - 4. Sarabande - 5. Gigue - Concerto núm. 12 en fa major - 1. Prélude - 2. Sarabande - 3. Gigue |

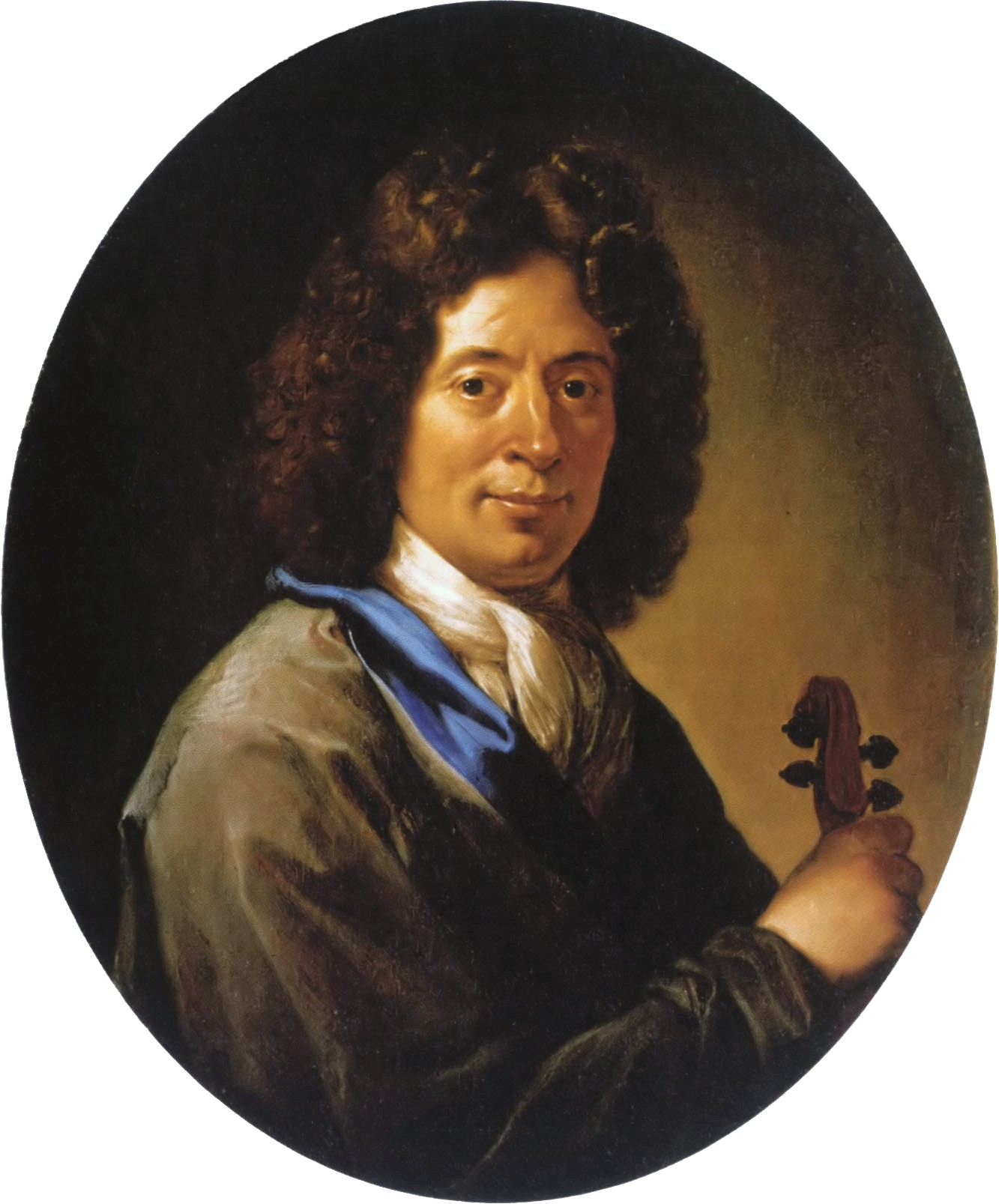
Arcangelo Corelli

## Discografia
- La Petita Banda - Sigiswald Kuijken, 1976-1977 (Deutsche Harmonia Mundi, avui Sony Music)
- Junts 415 - Chiara Banchini, 1990 (Harmonia Mundi)
- The English Concert - Trevor Pinnock (Archiv, Deutsche Grammophon)
- Gli Incogniti - Amandine Beyer, enregistrament de concert, 2012 (Zig-Zag Territoires)[6]